# Александар Седлар
Александар Седлар Богоев (Београд, 1982) српски је музичар, композитор, аранжер и диригент.

## Биографија
Студирао је на Факултету музичке уметности у Београду који је 2006. године завршио као најбољи у генерацији. Награђен је из Фонда Стеван Христић за најбољи дипломски рад. На истом факултету је од 2007. до 2008. био асистент професору Властимиру Трајковићу. Компоновао је музику за манифестације класичне музике, али и за филмове и позоришне представе. Свирао је с различитим признатим музичарима а радио је и самосталне пројекте. Дириговање је дипломирао у класи професора Бојана Суђића. Мастер студије завршио је на Универзитету Јужне Калифорније.
На Факултету уметности Универзитета у Нишу 2015. је изабран у звање доцента. Окупивши групу сарадника започео је рад на пројекту Сале и Седлари. Наступили су у емисији Три боје звука, а Седлар је искористио прилику да кроз бенд експериментише са звуком и пласира неке од својих ранијих радова. Албум на ком се налази 12 песама објављен је 2022. године у издању ПГП РТС-а.